# Grabowiec (powiat Toruński)
Grabowiec is een plaats in het Poolse district  Toruński, woiwodschap Koejavië-Pommeren. De plaats maakt deel uit van de gemeente Lubicz en telt 570 inwoners.